# Pasika (obwód charkowski)
Pasika (ukr. Пасіка) – wieś na Ukrainie, w obwodzie charkowskim, w rejonie iziumskim. W 2001 liczyła 45 mieszkańców.